# Lago Krummer Woklow
El lago Krummer Woklow (en alemán: Krummer Woklow) es un lago situado en el distrito de Llanura Lacustre Mecklemburguesa, en el estado de Mecklemburgo-Pomerania Occidental (Alemania), a una altitud de 60.5 metros; tiene un área de 42 hectáreas.
Se encuentra ubicado junto a la frontera con el estado de Brandeburgo.